# Knut IV. Danski
Knut IV. (oko  1042. – 10. srpnja 1086.) bio je kralj Danske od 1080. do 1086. godine.
Katolička Crkva štuje ga kao sveca.

## Životopis
Nakon smrti kralja Haralda 1080. godine, naslijedio ga je njegov brat Knuta. Nastojao je obnoviti kršćanstvo u svojoj zemlji. Tada je biskupe izjednačio s velikašima, a svećenicima je odredio desetinu, kako bi bili što slobodniji u službi. Žena mu je bila flandrijska kneginja Adela.
Danski plemići, potpomognuti od Normana, podigli su pobunu protiv kralja. Kralj se s nekoliko vojnika skrio u crkvu svetog Albana u Odenseu. Njegov je brat branio ulazak u crkvu, ali je kroz prozor doletio kamen koji je pogodio kralja u čelo. Jedan od pobunjenika, imenom Egvindo, tražio je da ga se pusti kralju kako bi se izmirili. Kralj ga je pustio da uđe, te mu je Egvindo zabio mač u tijelo. Kasnije je u crkvu doletijelo koplje koje ga je i usmrtilo.
Poginuo je 1086. godine.

## Štovanje
Katolička Crkva ga štuje kao sveca. Spomendan mu je 19. siječnja.
Njegov sin Karlo I. Flandrijski se također štuje kao blaženik.

### Knjige
- Lach, Maksimilijan. 1939. Životi svetaca za svaki dan u siječnju. 1. Hrvatsko književno društvo sv. Jeronima u Zagrebu. Zagreb.
- Iveković, Francisko. 1892. Životi svetaca i svetica Božjih: Siječanj, veljača, ožujak. Dijel 1. 2. izdanje. Hrvatsko katoličko tiskovno društvo. Zagreb.
- Blazović, Augustin. 1966. Sveci u crikevnom ljetu. I. dio. Beč

## Vanjske poveznice
Ostali projekti
|  | Zajednički poslužitelj ima još gradiva o temi Knut IV. Danski |